# 山縣悠己
山縣 悠己（やまがた ゆうき、1996年10月12日 - ）は、日本の俳優。神奈川県出身。株式会社1616屋所属。

## 人物
14歳の時に旧ジャニーズ事務所に入所し芸能活動をスタート。きっかけは「人気者になりたかった」
特技はダンス
2019年から現在の事務所である株式会社1616屋に所属。

## 出演
太字は主演。

### 舞台

#### 2019年
- 『KYOTO SAMURAI BOYS』（2019年8月10日 - 2020年5月31日 KYOTO SAMURAI THEATER）- チーム椿 侍号69[4]
- 脳内クラッシュ演劇『DRAMAtical Murder』（2019年12月20日 - 12月29日、品川プリンスホテルステラボール）- クリア 役

#### 2020年
- 『FAKE MOTION -THE SUPER STAGE-』（＜東京公演＞2020年7月2日（木）～7月10日（金） 品川プリンスホテル ステラボール＜兵庫公演＞2020年7月17日（金）～7月26日（日） AiiA 2.5 Theater Kobe   新型コロナウイルスのため2021年に公演延期[5]2021年4月19日 - 5月2日、品川プリンスホテルステラボール） - 丹羽秀樹 役[6]

#### 2021年
- アイドルステージシリーズ（2021年 - 2022年）- 加賀深友 役
  - 『プライムーン』（2021年1月27日 - 2月7日・2月24日 - 3月7日、Mixalive TOKYO Theater Mixa）[7]
  - 『GS382 ―暁の章―』（2021年12月9日 - 26日、Mixalive TOKYO Theater Mixa）[8]

#### 2022年
- 『KYOTO SAMURAI BOYS 東京見参 〜天〜』（2022年3月25日 - 4月3日、Mixalive TOKYO Theater Mixa）
- アイドルステージシリーズ『プライムーン＆GS382 ―2022年に愛を込めて―』（2022年5月12日 - 21日、品川プリンスホテル クラブeX）- 加賀深友 役[9]

#### 2023年
- 脳内クラッシュ演劇『DRAMAtical Murder』フラッシュバック（2023年4月28日 - 5月7日、品川プリンスホテルステラボール）- クリア 役
- いろいろ ドルフェス2023（9月23日） - 加賀深友 役

#### 2024年
- The Smoke Shelterプロデュース#3 『ダ・ビング・ハロウ』（2024年11月22日 - 26日、BOX in BOX THEATER）- 真山鏡一 役

#### 2025年
- ネルケプランニング30th ANNIVERSARY『ネルフェス2024』後夜祭！（TDCホール）
  - 1月19日 12:30回 アイドルステージシリーズ　- 加賀深友 役
  - 1月26日 12:30回 KYOTO SAMURAI BOYS（team椿）
- ｍinish*3『モンスターボックス』（2025年2月23日 - 28日、Mixalive TOKYO Theater Mixa）- 川嶋修二郎 役

### 映画
- ペテン騒狂曲（2024年） - 内田光流 役[10]

### テレビドラマ
- FAKE MOTION －たったひとつの願い－（2021年） - 丹羽秀樹 役[11]

### テレビ番組
- ロンドンハーツ（2023年1月31日） - ゆうき 役[12]

### ゲーム
- FAKEMOTION King of DOBON（2021年4月 - 2023年3月） - 丹羽秀樹 役[13]

### イベント
- 『ACTORS☆LEAGUE 2021』（2021年7月20日）サポートメンバー「DIAMOND BEARS Jr.」
- うえのけいこ作詞家25周年『風のうたコンサート』（2023年7月19日）[14]

### その他
- DJ「Naeleck」イメージムービー（2021年） - DJ Naeleck役[15]

## 作品

### 書籍
- フォトブック「星巡り2」（2023年）[16]
- 「A-be & Y-gata Usui Hon」（2024年）[17]